# Hans Bellmer
Hans Bellmer (Katowice, 13 de março de 1902 - Paris, 23 de fevereiro de 1975) foi um artista alemão, mais conhecido pelas bonecas púberes em tamanho real que produziu em meados da década de 1930. Historiadores da arte e da fotografia também o consideram um fotógrafo surrealista.

## Publicações
- Die Puppe, 1934.
- La Poupée, 1936.
- Trois Tableaux, Sept Dessins, Un Texte, 1944.
- Les Jeux de la  Poupée, 1944.
- "Post-scriptum," de Hexentexte por Única Zürn, 1954.
- L'Anatomie de l'Image, 1957; Pequena anatomia da imagem - Tradução em português de Graziela Dantas e Marcus Rogério Salgado (tradução, revisão técnica e caderno de notas). Cronologia: Alex Januário. São Paulo, 2022. ISBN 978-6587451053
- "La Pére" in Le Surréalisme Même, No. 4, 1958.
- "Strip-tease" in Le Surréalisme Même, No. 4, 1958.
- Friedrich Schröder-Sonnenstern, 1959.
- Die Puppe: Die Puppe, Die Spiele der Puppe, und Die Anatomie des Bildes, 1962.
- Oracles et Spectacles, 1965.
- Mode d'Emploi, 1967.
- "88, Impasse de l'Espérance," 1975. (Originalmente escrito em 1960 para um livro incompleto de Gisèle Prassinos intitulado L'Homme qui a Perdu son Squelette)
- The Doll, traduzido e com uma introdução de Malcolm Green em um fac-símile da edição alemã de 1962, Londres, Atlas Press, 2005, ISBN  978-1900565141.